# 나진 (법조인)
나진(羅瑨, 1881년 10월 17일 ~ 1918년 10월 29일)은 대한제국과 일제강점기의 법조인으로, 본관은 나주이며, 본적은 경성부 중부 상사동이다.

## 생애
1895년부터 1897년까지 관립정동소학교에 재학했고 1897년 9월 입학할 때부터 1899년 졸업할 때까지 2년 동안 관립일어학교에 재학했다. 1899년 9월 일본 메이지 대학 법률학과에 입학했으며 1903년 7월 대학 졸업과 함께 귀국했다.
1904년 사립흥화학교 교사로 채용되었으며 1905년 12월 법관양성소 교관으로 임명되었다. 1907년 9월 18일 평리원 검사로 임명되었고 1907년 9월 28일부터 1908년 1월까지 법관양성소 교관을 겸임했다. 대구지방재판소 판사(1908년 6월 20일 임명)와 경성지방재판소 검사(1909년 6월 15일 임명), 경성지방법원 검사(1912년 4월 1일 임명), 공주지방법원 검사(1913년 4월 21일 임명)를 차례로 역임했으며 1915년부터 1918년까지 경성지방법원 검사를 역임했다.
평리원 검사 재직 시절 경기도 광주군과 용인군 일대에서 의병장으로 활동한 김봉기에게 사형을 선고한 재판에 참여하는 등 의병 관련자 재판 13건에 참여했으며 1912년 일본 정부로부터 한국 병합 기념장을 받았다. 민족문제연구소의 친일인명사전 수록자 명단의 사법 부문, 친일반민족행위진상규명위원회가 발표한 친일반민족행위 705인 명단에 포함되었다.

## 참고자료
- 친일반민족행위진상규명위원회 (2009). 〈나진〉. 《친일반민족행위진상규명 보고서 Ⅳ-4》. 서울. 836~846쪽.